# Chionaema niasensis
Chionaema niasensis är en fjärilsart som beskrevs av Embrik Strand 1922. Chionaema niasensis ingår i släktet Chionaema och familjen björnspinnare. Inga underarter finns listade i Catalogue of Life.